# Koloman van Hongarije
Koloman van Hongarije, bijgenaamd Koloman de Boekkundige (circa 1065 - 3 februari 1116) uit de Arpaden-dynastie was van 1095 tot aan zijn dood koning van Hongarije en van 1102 tot aan zijn dood koning van Kroatië en Dalmatië.

## Levensloop
Hij was de zoon van Géza I van Hongarije, koning van Hongarije van 1074 tot 1077, en zijn eerste vrouw Sophia van Loon, de dochter van graaf Giselbert van Loon.
Koloman werd eerder ongewoon als oudste zoon voorbestemd voor de geestelijkheid, terwijl zijn jongere halfbroer Álmos als troonopvolger werd beschouwd. Na het overlijden van zijn vader in 1077 werd echter zijn oom Ladislaus koning van Hongarije.
In 1091 werd zijn broer Álmos benoemd tot koning van Kroatië en Dalmatië, waarna koning Ladislaus Koloman bisschop wilde maken. Dit wilde hij echter niet, kwam in conflict met zijn oom en daarna vluchtte hij naar Polen. De annexatie van Kroatië veroorzaakte echter een conflict met paus Urbanus II, die Kroatië als pauselijk gebied wou annexeren. Om deze reden vroeg Ladislaus aan Koloman om terug te keren naar Hongarije. Koloman aanvaardde dit en werd benoemd tot troonopvolger. Na de dood van zijn oom werd hij in 1095 koning van Hongarije.
Om de band met de paus aan te halen zette Koloman Álmos af als koning van Kroatië en schonk hem in ruil een hertogdom in Hongarije. Dit verbeterde de band met de paus. De invloed van Hongarije in de gebieden bleef echter zeer sterk en in 1106 werden Dalmatië, Kroatië en Bosnië in een personele unie met Hongarije verbonden. In 1099 verloren de Hongaarse legers verpletterend van de Turkse Koemanen.
In Hongarije kreeg Koloman af te rekenen met tegenstand van zijn broer Álmos. In 1113 liet hij Álmos en zijn zoon Béla uiteindelijk blind maken en gevangenzetten, waarna ze naar Constantinopel vluchtten.
In 1097 trad Koloman in het huwelijk met Felicia van Sicilië, die in 1102 overleed. Met haar kreeg hij twee kinderen:
- Sophia, waarschijnlijk gehuwd met de Hongaarse edelman Saul van Bihar.
- Stefanus II (1101-1131)

Na de dood van zijn vrouw hertrouwde hij in 1112 met Euphemia van Kiev. Rond 1114 kreeg zij een zoon Boris Kalamanos. Omdat echtpaar echter niet lang samenleefde, was Boris waarschijnlijk een buitenechtelijk kind. Koloman erkende Boris ook nooit als zijn eigen zoon. In 1116 stierf hij.